# Miral
Miral je hraný film, který natočil režisér Julian Schnabel. Pojednává o palestinské dívce jménem Miral (Freida Pinto), která vyrůstá během Arabsko-izraelské války v letech 1948 až 1949. Kniha byla natočena podle románů, jehož autorkou byla Rula Jebreal. Ta rovněž napsala scénář pro tento film. Autorem hudby k filmu je Olivier Daviaud. Dále v něm hrají například Alexander Siddig, Willem Dafoe a režisérova dcera Stella. Snímek měl premiéru 15. září roku 2010 ve Francii.